# Othmar Pabisch
Othmar Pabisch (* 16. November 1938 in Wien; † 25. März 2022) war ein Berufsoffizier des österreichischen Bundesheeres mit dem letzten Dienstgrad General. Er gehörte den Luftstreitkräften als Militärpilot und Kommandant an.

## Leben
Pabisch rückte 1956 zur Offiziersschule der B-Gendarmerie in Enns ein, wurde in das neue Bundesheer übernommen und gehörte ab 1957 dem ersten Jahrgang der wieder gegründeten Theresianische Militärakademie in Wiener Neustadt an. 1959 musterte er als Jahrgangsbester aus, trat in die Luftstreitkräfte ein und begann  die Ausbildung zum Militärpiloten am Fliegerhorst Zeltweg. 1960 wurde er zur Hubschrauberstaffel am Fliegerhorst Langenlebarn versetzt und begann seine Ausbildung zum Hubschrauberpiloten.
1964 wurde Pabisch als Kommandant der 3. Kompanie des Ausbildungsbataillons der Fliegertruppe auf den Fliegerhorst Hörsching versetzt. Ab 1965 absolvierte er als Einsatzpilot der 2. Staffel des Hubschraubergeschwaders 2 am Fliegerhorst Aigen im Ennstal zahlreiche Rettungsflüge im Mittel- und Hochgebirge sowie Hochwassereinsätze in Kärnten und Osttirol. 1971 bis 1972 war er Kommandant des 1. Hubschraubergeschwaders des Fliegerregiments 1 am Fliegerhorst Langenlebarn, welches damals das größte Geschwader der österreichischen Luftstreitkräfte war.
Pabisch wirkte maßgeblich bei der Neuaufstellung der Fliegerdivision mit Sitz in Langenlebarn mit. Von Juli 1975 bis 1985 war er Chef des Stabes der Fliegerdivision und mit der taktisch-operativen Führung der Fliegerkräfte betraut. Er absolvierte mehr als 5.000 Flugstunden. Er war, zuletzt als Divisionär, selbst Kommandant der Fliegerdivision, und zwar von 1. März 1985 bis 30. November 1998.
Anlässlich seiner Versetzung in den Ruhestand wurde Pabisch der Dienstgrad eines Generals verliehen, er gehört damit zu den ranghöchsten Bundesheer-Offizieren der Zweiten Republik. Neben Pabisch gab es bisher nur drei weitere Generäle aus der Fliegertruppe im österreichischen Bundesheer: Paul Lube (1910–1985, General 1971), Othmar Tauschitz (1925–2022, General 1985) und Gerhard Keltscha (1940–2005, General 2002).
Wiederholt wurden Staatsgäste in Österreich von Pabisch persönlich im Hubschrauber geflogen, darunter Papst Johannes Paul II. an Bord eines Agusta Bell 212 während seines Besuchs 1983.

## Auszeichnungen

### Österreich
- Silbernes Ehrenzeichen für Verdienste um die Republik Österreich[1][3]
- Goldenes Verdienstzeichen der Republik Österreich[1][3]
- Wehrdienstzeichen I. Klasse[1][3]
- Wehrdienstmedaille in Bronze[1]
- Silbernes Komturkreuz des Ehrenzeichens für Verdienste um das Bundesland Niederösterreich[1][3]
- Großes Ehrenzeichen des Landes Steiermark[1][3]
- Tiroler Erinnerungsmedaille für Katastropheneinsatz[1][3]
- Verdienstkreuz vom Österreichischen Roten Kreuz[1][3]
- Goldenes Landesehrenkreuz des Kameradschaftsbundes Niederösterreich[1][3]
- Oberösterreichisches Feuerwehr-Verdienstkreuz[1][3]

### International
- Komtur des Gregoriusordens (Vatikan)[1]
- Großkreuz des Militärverdienstkreuzes (Spanien)[1]
- Komturkreuz mit dem Stern des Liechtensteinischen Verdienstordens[1]

### Benennung
Am 24. April 2024 teilte das Bundesministerium für Landesverteidigung per Presseaussendung mit, dass der 1967 nach Godwin Brumowski benannte Fliegerhorst  Langenlebarn in Niederösterreich künftig den Doppelnamen "Fliegerhorst Leopold Figl – Flugplatz General Pabisch" tragen werde.

## Museale Rezeption
Das Heeresgeschichtliche Museum Wien erhielt von Pabisch seine komplette Uniform samt  Rangabzeichen eines Generals und Abzeichen der Fliegertruppe sowie  Tellerkappe als Dauerleihgabe und präsentierte sie im Juni 2020 als "Objekt des Monats".